# 8e cérémonie des prix Feroz
La 8e cérémonie des Prix Feroz (ou Premios Feroz), organisée par l'Asociación de Informadores Cinematográficos de España, se déroule le 2 mars 2021 à Alcobendas et récompense les films et séries sortis en 2020.
Le film Las niñas de Pilar Palomero remporte les prix du meilleur film dramatique, de la meilleure réalisation et du meilleur scénario. La série Antidisturbios remporte les prix de la meilleure série dramatique, du meilleur acteur dans une série et du meilleur acteur dans un second rôle dans une série.

## Palmarès

### Cinéma

#### Meilleur film dramatique
- Las niñas de Pilar Palomero
  - Les Sorcières d'Akelarre (Akelarre) de Pablo Agüero
  - Ane de David Pérez Sañudo
  - El año del descubrimiento de Luis López Carrasco
  - Cross the Line (No matarás) de David Victori

#### Meilleure comédie
- Le Mariage de Rosa (La boda de Rosa) de Icíar Bollaín
  - Los europeos de Víctor García León
  - Historias lamentables de Javier Fesser
  - Origines secrètes (Orígenes secretos) de David Galán Galindo
  - Sentimental de Cesc Gay

#### Meilleur réalisateur
- Pilar Palomero pour Las niñas
  - Icíar Bollaín pour Le Mariage de Rosa (La boda de Rosa)
  - Cesc Gay pour Sentimental
  - Luis López Carrasco pour El año del descubrimiento
  - David Victori pour Cross the Line (No matarás)

#### Meilleur scénario
- Pilar Palomero pour Las niñas
  - Marina Parés Pulido et David Pérez Sañudo pour Ane
  - Luis López Carrasco et Raúl Liarte pour El año del descubrimiento
  - Icíar Bollaín et Alicia Luna pour Le Mariage de Rosa (La boda de Rosa)
  - Javier Fesser pour Historias lamentables

#### Meilleur acteur
- Mario Casas pour Cross the Line (No matarás)
  - Raúl Arévalo pour Los europeos
  - Javier Cámara pour Sentimental
  - Javier Gutiérrez pour Hogar
  - David Verdaguer pour Uno para todos

#### Meilleure actrice
- Patricia López Arnaiz pour Ane
  - Amaia Aberasturi pour Les Sorcières d'Akelarre (Akelarre)
  - Andrea Fandos pour Las niñas
  - Kiti Mánver pour El inconveniente
  - Candela Peña pour Le Mariage de Rosa (La boda de Rosa)

#### Meilleur acteur dans un second rôle
- Juan Diego Botto pour Los europeos
  - Chema del Barco pour El plan
  - Ramón Barea pour Le Mariage de Rosa (La boda de Rosa)
  - Alex Brendemühl pour Les Sorcières d'Akelarre (Akelarre)
  - Sergi López pour Le Mariage de Rosa (La boda de Rosa)
  - Alberto San Juan pour Sentimental

#### Meilleure actrice dans un second rôle
- Verónica Echegui pour Explota Explota
  - Juana Acosta pour El inconveniente
  - Natalia de Molina pour Las niñas
  - Nathalie Poza pour Le Mariage de Rosa (La boda de Rosa)
  - Paula Usero pour Le Mariage de Rosa (La boda de Rosa)

#### Meilleur documentaire
- El año del descubrimiento de Luis López Carrasco
  - A media voz
  - Courtroom 3H
  - Dear Werner (Walking on Cinema)
  - El desafío: ETA

#### Meilleure musique originale
- Koldo Uriarte et Bingen Mendizabal pour Baby
  - Roque Baños pour Adú
  - Maite Arrotajauregi et Aranzazu Calleja pour Les Sorcières d'Akelarre (Akelarre)
  - Roque Baños pour Explota Explota
  - Federico Jusid et Adrián Foulkes pour Cross the Line (No matarás)

#### Meilleure bande annonce
- Javier Fesser et Rafa Martínez pour Historias lamentables

#### Meilleure affiche
- Jordi Labanda pour Rifkin's Festival

#### Prix spécial
- My Mexican Bretzel

### Télévision

#### Meilleure série dramatique
- Antidisturbios
  - 30 Coins (30 Monedas)
  - Le Ministère du temps (El ministerio del tiempo)
  - Patria
  - Veneno

#### Meilleure série comique
- Vamos Juan
  - Mira lo que has hecho
  - Nasdrovia
  - Vergüenza

#### Meilleur acteur
- Hovik Keuchkerian pour son rôle dans Antidisturbios
- Eduard Fernández pour son rôle dans 30 Coins (30 Monedas)
  - Raúl Arévalo pour son rôle dans Antidisturbios
  - Javier Cámara pour son rôle dans Vamos Juan
  - Álex García pour son rôle dans Antidisturbios

#### Meilleure actrice
- Elena Irureta pour son rôle dans Patria
  - Ane Gabarain pour son rôle dans Patria
  - Vicky Luengo pour son rôle dans Antidisturbios
  - Megan Montaner pour son rôle dans 30 Coins (30 Monedas)
  - Daniela Santiago pour son rôle dans Veneno

#### Meilleur acteur dans un second rôle
- Patrick Criado pour son rôle dans Antidisturbios
  - Mikel Laskurain pour son rôle dans Patria
  - Eneko Sagardoy pour son rôle dans Patria
  - Manolo Solo pour son rôle dans 30 Coins (30 Monedas)
  - Willy Toledo pour son rôle dans Los favoritos de Midas

#### Meilleure actrice dans un second rôle
- Loreto Mauleón pour son rôle dans Patria
  - Susana Abaitua pour son rôle dans Patria
  - Macarena Gómez pour son rôle dans 30 Coins (30 Monedas)
  - Carmen Machi pour son rôle dans 30 Coins (30 Monedas)
  - Paca La Piraña pour son rôle dans Veneno

### Prix Feroz d'honneur
- Victoria Abril